# Boholt
Boholt – wieś w Rumunii, w okręgu Hunedoara, w gminie Șoimuș. W 2011 roku liczyła 306 mieszkańców.